# FTSE 100 Index
FTSE 100 Index (Financial Times Stock Exchange Index, informellt känt som Footsie) — Londonbörsens ledande index. Indexet beräknas av det oberoende bolaget FTSE Group, som ägs gemensamt av Financial Times och Londonbörsen.
Det började beräknas den 3 januari 1984 och hade ett startvärde på 1000. Indexet uppnådde rekordhöga nivån på 6950,6 den 30 december 1999.

## Indexkomponenter
I september 2021 var industrin och tjänstesektorn störst i indexet med 11,5 % följt av finanssektorn med 11,3 % och sjukvårdssektorn på tredje plats med 9,9%. Sammanlagt  utgjorde de 10 största företagen 41% i det totala marknadsvärdet för alla noterade bolag.

## Urvalskriterier
Bolag vars aktier ingår i beräkningen av FTSE 100-index måste uppfylla de villkor som FTSE Group ställer.
- vara noterad på Londonbörsen,
- värdet på aktierna i FTSE 100-indexet måste visas i pund eller euro,
- klara ett test för tillhörande ett visst land,
- aktier måste vara i fri cirkulation och mycket likvida.

Indexet granskas kvartalsvis, den första fredagen i mars, juni, september och december.